# Ursula Richter
Ursula Richter, nata Irma Ursula Johanna Richter (Radebeul, 23 giugno 1886 – Greifswald, 9 agosto 1946) è stata una fotografa tedesca.

## Biografia
Figlia di Hermann Julius (1850-1936), pianista ed insegnante di musica, e di Johanne Louise Hopf (1862-1939). Tra i suoi quattro fratelli e sorelle si ricorda la sorella maggiore Etha Irmgard Christine (1883-1977), per essere stata una scultrice, pittrice ed illustratrice e, come vedremo, personaggio importantissimo, nel recupero delle fotografie della sorella
. Richter imparò la fotografia da autodidatta sia secondo la testimonianza del figlio Dagor, sia secondo altre fonti.
Iniziò ad esercitare la professione nel 1913 e l'anno successivo aprì il proprio studio a Dresda dove continuò fino al 1935. Il suo interesse principale era rivolto al teatro e furono molti gli attori, ballerini e cantanti che passarono davanti alla sua macchina fotografica, ma quella che più di tutti viene ricordata fu la leggendaria ballerina espressionista Mary Wigman che espose in una mostra a Francoforte sul Meno. Negli anni Trenta eseguì ritratti anche ad attori come Bruno Decarli ed Erich Ponto nelle vesti di Mefistofele. Ritrasse anche registi tra cui Gerhart Hauptmann e scenografi. Tra le sue foto di teatro è emerso anche un ritratto dello scrittore Henrik Ibsen ed anche di alcune rappresentazioni musicali.
La distruzione di Dresda nel corso della seconda guerra mondiale lasciò quasi intatto il suo archivio fotografico che riuscì a recuperare anche se perse gran parte della sua attrezzatura fotografica. Negli anni Ottanta la Deutsche Fotothek acquisì quello che credeva fosse ciò che restava del suo archivio fotografico. Durante una mostra commemorativa sull'opera della sorella Etha nel 2004, furono esposte anche le foto di Ursula, scoprendo così anche la parte dell'archivio che si credeva perduto e che probabilmente era stato conservato nello studio della sorella. La Deutsche Fotothek ha riunito il fondo Richter.